# Boo! A Madea Halloween
Boo! A Madea Halloween is een Amerikaanse horrorkomedie uit 2016, geschreven, geregisseerd en geproduceerd door Tyler Perry. Het is de achtste film uit de Madea-franchise. De film verscheen in de Nederlandse bioscopen in november 2016. In België kwam de film niet uit.

## Verhaal
Het is Halloween. Jonathan en zijn studentenvereniging zijn bezig met de laatste voorbereidingen van hun Halloweenfuif waarop ze Tiffany, Aday, Rain en Leah hebben uitgenodigd. Tiffany mag van haar vader Brian niet gaan. Als straf dreigt hij dat zij en haar broer terug tijdelijk moeten gaan inwonen bij hun moeder. Verder vindt Brian op de tablet van Tiffany een seksueel getinte video tussen haar en Jonathan.
Tezelfdertijd delen Madea en Bam snoep uit aan de kinderen, maar Bam steelt in het geniep de bezittingen van de kinderen. Ze worden verjaagd door twee killerclowns. Brian, die er zeker van is dat Tiffany naar het feestje zal gaan, belt Madea met de vraag om in het huis te komen babysitten. Tiffany en Aday maken Madea wijs dat er geesten in het huis wonen: een zekere meneer Wilson heeft er namelijk verschillende moorden gepleegd. Om hun verhaal geloofwaardig te maken, gebruiken ze in het geniep een afstandsbediening waarmee het licht in het huis kan gecontroleerd worden. Daarop gaan de meisjes slapen, maar verlaten het huis stiekem.
Madea komt achter het bedrog en gaat op de fuif op zoek naar Tiffany en Aday. Hun vrienden werden echter gewaarschuwd waardoor zij Madea wijsmaken dat Tiffany en Aday er niet zijn. Dan komt men tot de vaststelling dan Tiffany en Aday minderjarig zijn en worden ze buitengezet. Door dit incident zijn de studenten ook verplicht om hun fuif vroegtijdig te stoppen. De studenten beslissen om Tiffany en Aday schrik aan te jagen, maar dit wordt door Aday overhoord.
De studenten verkleden zich als meneer Wilson, geesten en killerclowns waarop Madea met de andere huisgenoten met de wagen vlucht. Onderweg krijgen ze panne en worden "aangevallen" door zombies. Hierdoor vluchten ze naar de kerk waar Madea opbiecht dat dit alles wellicht een straf is van God omwille van haar zonden. Daar onthullen de studenten dat het over een grap ging uit wraak van het misgelopen feestje.
Madea brengt Brian op de hoogte. Hij wil een gesprek met Tiffany, maar zij heeft geen respect voor hem. Daarop wil Brian haar het huis uitgooien. Tiffany breekt emotioneel en verwijt haar vader dat zij moet opdraaien omwille van het mislukte huwelijk tussen haar ouders. Brian beseft dat Tiffany gelijk heeft. Daarop belt de politie aan: Aday is vermist en een zoektocht werd opgestart.
De volgende dag valt de politie in het studentenhuis waar het lichaam van Aday wordt gevonden: haar keel werd doorgesneden. De studenten worden gearresteerd en met een bus overgebracht naar de gevangenis. Dan wordt duidelijk dat Aday en Tiffany met de studenten ook een grap hadden uitgehaald en Aday levend en wel is.

## Rolverdeling
| Acteur         | Personage                                       |
| -------------- | ----------------------------------------------- |
| Tyler Perry    | Mabel "Madea" Simmons/Joe Simmons/Brian Simmons |
| Cassi Davis    | Tante Bam                                       |
| Diamond White  | Tiffany Simmons                                 |
| Patrice Lovely | Hattie Mae Love                                 |
| Yousef Erakat  | Jonathan                                        |
| Lexy Panterra  | Leah Devereaux                                  |
| Andre Hall     | Quinton                                         |
| Liza Koshy     | Aday Walker                                     |
| Brock O'Hurn   | Ronaldo "Horse"                                 |
| Bella Thorne   | Rain Mathison                                   |

## Productie
Het idee van de film komt uit Top Five. Hier is een referentie naar een (onbestaande) film met de titel "Madea Halloween".
De film werd genomineerd voor drie Golden Raspberry Awards 2016, voor slechtste regisseur, slechtste actrice en slechtste duo.